# Diana (regio)
Diana is een van de 22 regio's van Madagaskar. De regio is gelegen in het noorden van het eiland. Het grenst in het westen aan de regio Sava en in het zuiden aan de regio Sofia. De oppervlakte is 19.266 km2 en er wonen 663.289 mensen. De hoofdstad van de regio is Antsiranana (ook bekend als Diego Suarez).

## Districten
De regio Diana is verdeeld in 5 districten.
- Antsiranana I  (de stad  Antsiranana)
- Antsiranana II (het platteland rond de stad)
- Ambilobe
- Ambanja
- Nosy Be

## Geografie

### Rivieren
De belangrijkste rivieren in de regio Diana zijn:
- Besokatra
- Irodo
- Loky
- Mahavavy
- Ramena
- Saharenana
- Sambirano

### Natuurreservaten
In de regio Diana zijn de volgende nationale parken en natuurreservaten:
- Nationaal park Montagne d'Ambre
- Analameranareservaat
- Ankaranareservaat
- Lokobereservaat
- Manongarivoreservaat
- Tsaratananareservaat
- Tsingy Rouge

## Transport
- Havens in  Antsiranana en Nosy Be
- 2 regionale vliegvelden Arrachart Airport (Antsiranana) en Fascene Airport op Nosy Be.
- 2 lokale vliegvelden Ambanja Airport en Ambilobe Airport.
- Door de regio lopen de Route nationale 6 (Antsiranana - Ambilobe - Ambanja) en de Route nationale 5a (Ambilobe - Vohemar)

## Economie

### Visserij
Antsiranana is een belangrijke haven voor de tonijnvangst.  Andere maritieme producten zijn garnalen en zeekomkommer.

### Landbouw
Belangrijke gewassen:
- voor binnenlandse markt: 75.510 ha (67% van alle grond): rijst, cassave, mais, bonen, zoete aardappels en aardappels.
- voor de buitenlandse markt : 21.560 ha (19% van de grond): koffie, peper, cacao en vanille.
- industriële goederen: 15.420 ha (13% van het land): suikerstok, pinda en katoen

Er wordt een etherische olie gemaakt, voornamelijk van ylang-ylang maar ook palmarosa, vetiver en basilicum, die verbouwd worden op 2465 hectaren in de districten Nosy Be en Ambania.

### Veeteelt
In 2002 werden er 308.530 runderen, 53.980 varkens, 2840 schapen en 44.520 geiten in de regio gehouden.

### Mijnbouw
In de regio worden pozzolanz, kalk, goud, grafiet, lood, zink, korund, amethist, granaat, zirkoon, cordieriet, kwarts, beril en ilmeniet gewonnen.